# عقرون
حجر عقرون أو (نقش عقرون) تمّ العثور عليه عام 1996 في مدينة عقرون الفلسطينية.
وهي إحدى المدن الكنعانية الواقعة على مسافة خمسة وثلاثين كيلو متراً إلى الجنوب الغربي من القدس.
يقول النقش كما حققه ثلاثة من الباحثين الصهاينة، وهم (سيمور غتن، وترود دوثان، وجوزيف نافيه):
«بيت بناه أكيش بن بادي، بن يسد، بن أدا، بن يعير، سري عقرون، لسيدته بتجية:
لتباركه، وتحميه، وتطيل عمره، وتبارك ملكه».
لقد كان العثور على ذلك الحجر مهمّاً من وجهة نظر أولئك الباحثين..
وذلك من أجل ربط ما جاء فيه من معلومات بالنّصوص الأشورية التي تذكر أنّ سنحاريب والد أسر حادون قد قام بإعادة أكيش بن بادي وتثبيته كملك على عقرون،
لأن هذا يمكن أن يتّفق مع أخبار العهد القديم!
و على النقيض منهم فقد إكتشف الباحث الفلسطيني «زكريا محمد» أنّ الكلمات القليلة الواردة في النقش تتحدّث عن شيء آخر لا يمتّ بصلة إلى أخبار العهد القديم.
لقد كانت في الواقع عبارة عن صلاة شكر أو تحيّة، مرفوعة من صاحب النّقش لسيّدته النّخلة من أجل أن تحميه وتبارك بيته:
«بيت بناه أكيش بن بادي، بن يسيد، بن أدا، بن يعير، سَرِيّ الصّقران لمعظّمة الطّيايا سيّدته لتباركه وتحميه وتطيل عمره وتبارك ملكه».
شيء آخر لفت زكريا الأنظار إليه، وهو أمر يتعلّق بتاريخ تدوين النّقش الذي افترض الباحثون أنّه يعود إلى القرن السابع ق.م. لقد اثبت زكريا بالنّظر إلى ركاكة الخطّ وضعفه، ثمّ بالنّظر إلى موقع الحجر (الحجر لم يُوضع في مقدّمة البناء وإنّما في أحد أساساته الخلفية)، أنّ هذا النّقش ربّما يعود إلى الألف العاشرة ق.م على أقل تقدير.
فهو حجر تمّ بناؤه مرّةً ثانية بعد أن أُخِذ من بقايا البناء القديم.
وشعب طيء، ذلك الشعب الذي سكن هضبة نجد وما جاورها، ولقد أقامت هذه القبيلة في الجبل المعروف بـ «أجأ» وبالتالي فقد تم تسميتهم بالأججين أو الأجئيين، الذين اجترحوا لهم ديانةً خاصة وعبدوا الإله «فلس».
كان جبل أجأ عبارة عن جبل أسود يعلوه أنف أحمر، ويبدو أنه كان جبلاً بركانياً تنطلق الحمم الحمراء من قمته.
لقد هاجر الطيئيون، أو لنقل بطن منهم، هو جديلة طيء بعد حروب داخلية مع البطون الأخرى،
ومنها حرب الفساد التي استمرت مئة عام إلى منطقة قنسرين في شمال سورية، حيث دير الطيايا ما زال ماثلاً هناك. كما أن قسماً من جديلة طيء قد هاجر إلى فلسطين أيضاً وسكن الساحل الجنوبي منها. هؤلاء المهاجرون أخذوا معهم عاداتهم ومعتقداتهم السّابقة إلى المكان الجديد، ومنها عبادتهم للإله فلس، حيث أصبح يُطلَق عليهم اسم «فلس طي» أو «فلسطي».
وهكذا نجد أنّ الفلسط القدماء جاءوا من الجزيرة العربية، وأنّهم لم يأتوا من جزر اليونان كما أُشيع.
وقد ارتكز المؤرخ زكريا محمد على نقش عقرون الاثري ليكون أول من لأم التاريخ الفلسطيني القديم بمحيطه العربي، ليس من باب التمنّي ولكن من باب البحث والدراسة العلمية.
ولأوّل مرّة يتمّ الرّد على الصهـــيونية غولدا مئير التي سخرت ذات يوم من الشـــعــب الفلسطيني حـــين قالت:
«بالاستاين هو الاسم الذي أعطاه الرومان لأرض (إسرائيل) بهدف معلن:
إهانة اليهود. فلماذا إذن نستعمل هذا الاسم المغيظ الذي وضِع لإذلالنا؟
لقد اختار البريطانيون أن يسمّوا الأرض التي انتدبوا عليها بهذا الاسم ثمّ التقطه الفلسطينيون العرب كما لو أنّه اسم أمّتهم القديم المفتَرَض على رغم أنّهم حتى لا يستطيعون نطقه بشكل صحيح. محوّلين إيّاه إلى فلسطين».